# Álvaro Vadillo
Álvaro Vadillo Cifuentes (Puerto Real, 12 settembre 1994) è un calciatore spagnolo, di ruolo attaccante svincolato.

## Carriera

### Club
Ha giocato con il Betis nella massima serie spagnola e, nella stagione 2013-2014, in Europa League (competizione in cui ha giocato una partita nei preliminari e 3 partite nella fase a gironi, con anche un gol segnato). Per via del suo grande talento, il Real Betis Balompié mette al suo cartellino una clausola rescissoria equivalente a 20 milioni di sterline. A 19 anni ha già richiamato l'attenzione dei grandi club europei. Rimane al Betis anche nella stagione 2014-2015, disputata nella seconda serie spagnola, e nella stagione 2015-2016, nuovamente in massima serie. Nell'estate del 2016 dopo essere stato per un breve periodo svincolato si accasa all'Huesca, formazione della seconda divisione spagnola; gioca poi con Granada, Celta Vigo ed Espanyol, club con cui nella stagione 2020-2021 vince la seconda divisione spagnola.

### Nazionale
Ha disputato diverse partite amichevoli con le nazionali Under-17, Under-19 ed Under-20; ha partecipato agli Europei Under-19 del 2013, nei quali ha segnato un gol in 4 presenze.

## Palmarès

### Club

#### Competizioni nazionali
- Segunda División: 1

Espanyol: 2020-2021